# Хромозом 12 (човек)
Хромозом 12 је аутозомни хромозом дванаести по величини у хуманом кариотипу. Према положају центромере припада субметацентричним хромозомима. Према Денверској конференцији из 1960. године сврстан је у C групу. Изграђен је од 143 милиона парова база ДНК што представља 4-4,5% укупне количине ДНК у ћелији.

## Мапирани гени и болести/поремећаји
Гени мапирани на овом хромозому узрокују следеће болести и поремећаје:
- хемолитичка анемија
- карцином дебелог црева
- аденолеукодистрофија
- урођена миопатија
- ноћно мокрење
- превремена остеоартроза
- спинална мишићна атрофија
- миксоидни липосарком
- глиом
- леукемија: мијелоидна, лимфоидна или мешана
- акутно неподношење алкохола
- краткопрстост, тип 3
- недостатак интерферона
- породична Алцхајмерова болест
- емфизем плућа
- карцином усне
- шећерна болест
- фенилкетонурија
- аденом пљувачне жлезде
- липом и др.